# Al-Mutanabbi
Abū t-Tayyib Ahmad ibn al-Husain ibn al-Hasan bin ʿAbd as-Samad al-Dschuʿfī al-Kindī al-Kūfī al-Mutanabbī (arabisch أبو الطيب أحمد بن الحسين بن الحسن بن عبد الصمد الجعفي الكندي الكوفي المتنبّي, DMG Abū ṭ-Ṭaiyib Aḥmad b. al-Ḥusain b. al-Ḥasan b. ʿAbd aṣ-Ṣamad al-Ǧuʿfī al-Kindī al-Kūfī al-Mutanabbī; * 915/917 in Kufa; † 965 bei Dair al-ʿAqūl nahe Bagdad) war ein arabischer Dichter der Abbasidenzeit, der durch seine Werke und seinen Umgang mit der arabischen Sprache alle nachfolgenden Dichter nachhaltig beeinflusste und prägte.

## Sein Leben
Al-Mutanabbī wurde 915 oder 917 in Kufa im Stadtteil Kinda geboren. Er stammte aus ärmlichen Verhältnissen und sein Vater soll Wasserträger gewesen sein. Er wuchs in Kufa auf und erhielt dort auch seine erste Ausbildung, nachdem man seinen wachen Geist erkannt hatte. Da Ende des Jahres 924 die Qarmaten in Kufa einfielen und die Stadt plünderten, verließ Abū t-Tayyib als Kind mit seiner Familie die Stadt und verbrachte etwa zwei Jahre in der Samāwa, dem Wüstengebiet zwischen Kufa und Palmyra.
In der Wüste erlernte er die Feinheiten der arabischen Sprache bei den Banū Kalb. 927 kehrte er nach Kufa zurück und beschloss Dichter zu werden. Abū t-Tayyib nahm Kontakt mit den Qarmaten auf, da er sich für deren schiitische Lehre interessierte, und schloss sich Abū l-Fadl an, der ein Anhänger der Qarmaten gewesen zu sein scheint. Er prägte die religiösen und philosophischen Vorstellungen al-Mutanabbīs nachhaltig. 
Ende 928 verließ Abū t-Tayyib Kufa und wandte sich nach Bagdad, wo er Lobredner von Muhammad ibn ʿUbaid Allāh al-ʿAlawī wurde. Danach verließ er die Metropole und lebte als fahrender Dichter in Syrien. Abū t-Tayyib war der Ansicht, dass ihm nicht genügend Anerkennung zuteilwurde. Er wollte deshalb seine Ziele mit Gewalt verwirklichen. Er ging nach Latakia, wo er einen Aufstand anzettelte. Er griff die qarmatische Ideologie auf, die bei den Banū Kalb Zuspruch fand. Die Banū Kalb unterstützten und versteckten Abū t-Tayyib. Nach anfänglichen Erfolgen wurde er 933 mit seinen Banū Kalb von den ichschididischen Truppen aus Homs geschlagen und nach einer Gerichtsverhandlung verurteilt und inhaftiert. Aus dieser Zeit stammt auch sein Beiname al-Mutanabbī. 
Nach etwa zwei Jahren Haft und nachdem er seine Ansichten widerrufen hatte, wurde er auf freien Fuß gesetzt und nahm sein Leben als wandernder Dichter 937 in Syrien wieder auf. 939 wurde er Lobdichter des Emirs Badr al-Harschānī in Damaskus, der ihn etwa zwei Jahre förderte. Das Verhältnis zwischen beiden wurde durch Intrigen beeinträchtigt, sodass al-Mutanabbī Schutz in der Wüste suchte. Erst 948 fand er einen neuen Mäzen in dem Hamdaniden Saif ad-Daula, bei dem er neun Jahre in Aleppo blieb. Beide brachten sich außerordentlichen Respekt entgegen und Abū t-Tayyib nahm eine bevorzugte Stellung am Hofe des Saif ad-Daula ein. Hier zerbrach die gute Beziehung ebenfalls infolge von Intrigen und Rivalitäten. 
Nach einem kurzen Zwischenaufenthalt in Damaskus ging er nach Fustāt, dem heutigen Kairo. Dort wurde er der Lobdichter des Regenten Kāfūr, den al-Mutanabbī aber verachtete. Abū t-Tayyib kam wahrscheinlich nur an den dessen Hof, weil Kāfūr ihm die Statthalterschaft von Sidon versprochen hatte. Als er seine Hoffnungen getäuscht sah, verließ er Kāfūr und suchte erfolglos einen neuen Gönner. Am 20. Januar 962 ging er heimlich aus Fustāt fort, nachdem er eine bitterböse Satire auf Kāfūr verfasst hatte. 
Er wanderte nach Kufa, wo er einige Zeit verbrachte, ehe er nach Bagdad ging. Al-Mutanabbī versuchte die Gunst des Buyiden-Wesirs al-Muhallabī zu erlangen, was aber scheiterte. 964 war er ab und an wieder in Kufa und verbrachte die Tage mit Gedichteschreiben und Vorträgen. 965 fand er einen neuen Mäzen in dem Buyiden-Wesir Ibn al-‘Amīd in Arraǧān (Behbahān). Kurz danach schloss er sich dem Buyiden Adud ad-Daula in Fars an. Aus unbekannten Gründen verließ er dessen Schirazer Hof dann wieder und wandte sich abermals nach Bagdad. Bei Dair al-‘Aqūl, südöstlich von Bagdad am Tigris, wurde Abū t-Tayyib mit seiner Familie von Beduinen überfallen und starb im Kampf zusammen mit seinem Sohn im Spätsommer 965 (Ende Ramadan 354 H.). Sein Mörder war vermutlich Fātik ibn Abū Dschahal al-Asadī, der ihn aus Rache für ein Schmähgedicht auf seinen qarmatischen Stammesführer tötete.

## Seine Ansichten
Al-Mutanabbi wuchs in einen vorwiegend schiitischen Viertel auf und der zweijährige Aufenthalt bei den Beduinen brachte ihn mit der qarmatischen Lehre in Berührung. Als Abū t-Tayyib dann nach Kufa zurückkehrte, suchte er gezielt Kontakt zu den Qarmaten. Er schloss sich Abū l-Fadl an, der vielleicht sogar selbst ein Qarmate war. Dieser Mann wirkte nachhaltig auf al-Mutanabbīs Lebenseinstellung ein: Fortan war sein Leben durch eine stoische und pessimistische Grundeinstellung geprägt. Er war der Meinung, dass die Araber den „barbarischen Fremden“ bei weitem überlegen waren und dabei die Südaraber noch die Nordaraber übertrafen. Seine Familie soll auf die jemenitischen Dschuʿfī zurückgehen, einen südarabischen Stamm. Weiterhin nahm er die Welt als einen Ort der Verführung und des Schlechten wahr, in dem nur die Unvernunft regiere und nur der Tod einen Weg aus dieser Qual bieten konnte. Das führte dazu, dass er sich seines Talentes mehr als nur bewusst war und er sehr eingebildet daherkam. Al-Mutanabbī scheint zudem eine recht zwiegespaltene Persönlichkeit gewesen zu sein: Einerseits strebte er nach Reichtum und Macht und andererseits lehnte er beides aus tiefstem Herzen ab. Außerdem soll Abū t-Tayyib sich durch eine außergewöhnliche moralische Strenge und Geradheit in seinem Handeln hervorgetan haben.

## Seine Werke
Al-Mutanabbī als Dichter gehört in die Endphase der frühabbasidischen Hofdichtung und zählt neben al-Buhturī und Abū Tammām zu den „Neoklassikern“, die sich an den poetischen Traditionen orientierten. Sein Leben kann grob in vier Schaffensperioden unterteilt werden. Al-Mutanabbīs erste Manier beginnt während seiner Jahre der Wanderschaft (etwa 928), als er ein geeignetes Feld für seine Poesie suchte. Die Werke dieser Phase gelten allgemein als eher mittelmäßig und unreif, obwohl sie schon eine Ahnung von seinem wirklichen Können geben. Er verfasste in dieser Zeit vor allem neuklassische Kassiden, aber auch ein Klagegedicht und einige Gelegenheitsgedichte, die unter dem dichterischen Einfluss von al-Buhturī und Abū Tammām stehen, die er sehr bewunderte.
Seine zweite Schaffensperiode beginnt etwa ab der Zeit, als er zu Gedanken der Rebellion neigte. Ihm blieb unverständlich, warum ihm die Anerkennung verwehrt blieb. Diese Gedichte sind durch ein ursprüngliches, dichterisches Schauen geprägt. Die Form ist sehr frei und der Stil spiegelt al-Mutanabbīs rebellische Gedanken wider.
Als Badr al-Harschānī al-Mutanabbīs Mäzen wurde, setzt in etwa seine dritte Manier ein. In dieser Zeit verfasste er viele Lob- und Gelegenheitsgedichte, die seine große Begabung zeigen. Er verfällt tendenziell in seine erste Manier zurück, übernimmt aber die neuen Erkenntnisse der Form und des Stils aus der zweiten Phase. In dieser Zeit entstanden ausschließlich Kassiden und ein Jagdgedicht.
Seine letzte Schaffensphase begann etwa 940, als er sich mit Badr al-Harschānī überworfen hatte. Diesem Stil blieb er bis zu seinem Tode treu. Er stellt einen Kompromiss zwischen der rein neuklassischen Tradition und einer freieren Form dar, die er sich während seiner Zeit der Rebellion angeeignet hatte. In dieser Zeit entstanden Lob- und Trauergedichte, aber auch Gelegenheitsweisen. Die Orientalen sehen die Gedichte aus der Zeit bei Saif ad-Daula als Höhepunkt seines Schaffens.
Al-Mutanabbī verfasste schöne und inhaltsreiche, regelrecht epische Verse, auch wenn sie manchmal durch pessimistische Tendenzen geprägt sind. Er verstand es wie kein anderer eine Schlacht zu beschreiben und gleichzeitig noch stimmungsvolle Bilder und Vergleiche einzubinden, so heißt es einmal über Saif ad-Daula: „Schön ist er, aber in den Augen hässlicher als sein Gast für die Kamele, wenn sie ihn erblicken.“ (Nach der arabische Tradition wird ein Kamel geschlachtet, wenn ein Gast in das Zelt eines Beduinen kommt.) Weiterhin griff al-Mutanabbī gerne auf Ausdrücke aus der Medizin zurück, um etwas zu beschreiben:

„Du hast ihm (dem Fieber) gefallen mit deinem adligen Wesen,

darum ist es lang geblieben, um (deine) Glieder zu betrachten,

nicht um sie zu quälen.“

Manchmal verfasste er rassistische Verse gegen Nichtaraber:

„Die Menschen sind so wie ihre Könige; deshalb sind Araber, deren Könige Nichtaraber sind, nicht erfolgreich; denn (diese nichtarabischen Barbaren) haben keine Bildung, kein Ansehen, keine Vertragstreue und kein Verantwortungsgefühl (gegenüber den Untertanen).

In jedem Land, das du betrittst (findest du) Völker, die Schafen gleich von Sklaven gehütet werden.“

Außerdem war er ein Meister des Selbstlobs:

„Die Leute, die mit mir zusammensitzen, wissen,

Daß ich der Beste bin, der je auf Füßen ging.

Ich bin’s, auf dessen Bildung auch der Blinde schaut,

Und meine Worte dringen gar ins Ohr des Tauben ein.“

Insgesamt soll al-Mutanabbī an die 326 Kassiden verfasst haben, und sein Dīwān (Gedichtssammlung) enthält Lobgedichte, Selbstlob, Klagen, Satiren, Werbungen und Weisheiten, wobei drei Viertel seiner Werke Panegyriken (Lobgedichte) sind.

## Seine Namen
Al-Mutanabbīs Geburtsname war Ahmad, Sohn des Husain, Sohn des Hasan, Sohn des ʿAbd as-Samad (Ahmad ibn al-Husain ibn al-Hasan ibn ʿAbd as-Samad). Als sein Sohn geboren wurde, erhielt er den ehrenhaften Namen „Vater des Tayyib“ (Abū t-Tayyib). Weiterhin trug er mehrere Beinamen, die auf seinen Geburtsort verweisen. So hieß er der zu „Kinda“ gehörige, da er aus dem Viertel „Kinda“ (al-Kindī) der Stadt Kufa (al-Kūfī) stammte. Der Beiname der Dschuʿfītische (al-Dschuʿfī) ist darauf zurückzuführen, dass er und seine Familie von den jemenitischen Dschuʿfī abstammen sollen, die zu den Südarabern zählen.
Nach orientalischen Schriftstellern soll sich Abū t-Tayyib den Beinamen al-Mutanabbī, was so viel bedeutet wie „der, der sich als Prophet ausgibt“, selbst gegeben haben. Andere sind der Ansicht, dass er ihn durch die ichschididischen Truppen erhielt. Eine weitere These ist, dass es diesen Beinamen schon im 9. Jahrhundert gab, da sich damals viele Leute als Propheten ausgaben, und dass „al-Mutanabbī“ zu Zeiten Abū t-Tayyibs schon zu einer Art Spitznamen verkommen war.

## Anekdoten
Al-Mutanabbī war eine außergewöhnliche Persönlichkeit, über die viele Geschichten und Anekdoten kursieren. Unklar ist bis heute, inwieweit diese Geschichten der Wahrheit entsprechen oder woher sie stammen. Bei einigen ist anzunehmen, dass Abū t-Tayyib sie selbst in Umlauf brachte, da er zeit seines Lebens bemüht war, dass die Hörer bzw. Leser seiner Gedichte diese im Rahmen seiner autobiographischen Anekdoten wahrnahmen. Natürlich hatte al-Mutanabbī auch Neider, die zum Teil nicht ganz unschuldig gewesen sein dürften an diversen Geschichten, die ihn in einem schlechten Licht darstellten bzw. ihn verspotteten. Möglicherweise sind einige Erzählungen auch als eine Art Anbetung an den Poeten zu interpretieren.
Eine Geschichte berichtet davon, dass Abū t-Tayyib im Moment fürstlicher Pracht distanziert abseits von der bewundernden Menge stand. Als aber jemand einige Geldstücke unter die Menge warf, ließ al-Mutanabbī seine Würde fahren und er grabschte auf dem Boden nach den verstreuten Dirham. Eine andere erzählt die Anekdote, dass er mutig mit Saif ad-Daula und dessen Armee in die Schlacht zog, aber vollkommen den Kopf verlor, als sein Turban an einem niedrig hängenden Ast hängen blieb. Dass er Saif ad-Daula auf seinen Feldzügen begleitete, ist gut belegt.
Eine Anekdote schildert die letzten Momente seines Lebens. Auf dem Wege nach Bagdad wurde al-Mutanabbī mit den Seinen von Beduinen überfallen. Als er ihrer ansichtig wurde, soll er sich zur Flucht gewandt haben. Da fragte ihn einer seiner Diener, was es denn mit dem Versen „Ich bin bekannt bei Pferd, Nacht und Wüste, bei Schwert und Lanze, bei Pergament und Feder“ auf sich hätte. Daraufhin soll sich Abū t-Tayyib wieder umgewandt und bis zu seinem Tode gekämpft haben.

## Ehrungen
Die für ihren Büchermarkt bekannte Mutanabbi-Straße in Bagdad trägt seinen Namen.